# 捨身岩摩崖造像
捨身岩摩崖造像位於四川省資陽市安岳縣林鳳鎮大月村十組。造像、刻經分佈在大月寺高約30余米的懸崖上，開鑿于唐天寶年間。捨身岩摩崖造像95尊，題記3通，造像碑2塊，《金剛般若波羅密蜜經》l部。造像盒窟規模不大，內容多為《釋迦說法圖》。金窟中主要刻造一佛、二菩薩、二弟子、二力士和二佛、四菩薩、一供養人等。其中16號盒主像為釋迦佛、多寶佛，兩側侍立四菩薩一供養人，題記為“唐天寶十五年（756）”。捨身岩造像中的佛、菩薩，豐滿端莊，金剛力士威武雄健。經文直行楷書、筆勢流暢、筆力道勁。捨身岩摩崖造像雕刻技藝精湛，保存較好，對於研究中唐的政治、經濟、文化、石刻藝術和宗教信仰等，具有較高的價值。2012年7月16日公佈為第八批四川省文物保護單位。